# Iglesia de San Juan (Málaga)
La iglesia de San Juan Bautista es un templo católico de la ciudad de Málaga declarado Bien de Interés Cultural como Patrimonio Histórico de Andalucía en 2019 (en un proceso de incoación que comenzó en 1992).

## Historia
El templo, de gran valor histórico, fue una de las cuatro parroquias erigidas por los Reyes Católicos (junto con las iglesias del Sagrario, de Santiago y de los Santos Mártires) después de la conquista de la ciudad en 1487. Corresponde a una zona populosa, al congregar a los antiguos arrabales de la ciudad islámica. Inicialmente, la iglesia tenía una nave y otra colateral, edificadas según los estilemas arquitectónicos propios del gótico en la época de los Reyes Católicos, con elementos mudéjares y arcos apuntados sobre pilares. Tenía una torre terminada en 1543.
Por iniciativa del obispo Bernardo Manrique, en 1554 el maestro mayor de la catedral Diego de Vergara dio instrucciones para comenzar obras de gran envergadura que consistieron en el derribo de la nave mayor desde el arco toral y en la prolongación de la iglesia en doce varas; además, se suprimieron los arcos apuntados por otros de medio punto sobre pilares. Las dos naves se cubrieron con armadura —que subsiste oculta por encima de la bóveda actual y debajo de la cubierta— realizada según la técnica mudéjar: par y nudillo decorado de lazo con almizate en tramos cuadrados.
En 1620, se hizo la otra nave colateral y la capilla mayor según trazas de Pedro Díaz de Palacios. El terremoto de 1680 derribó su torre, que fue reedificada, por etapas, entre 1732 y 1776. La magnífica torre-pórtico da acceso a la iglesia por la nave lateral derecha, bajo un arco de medio punto con clave amensulada y puntas de diamantes en las enjutas. El pórtico es rectangular con bóveda elíptica. La torre consta de tres cuerpos limitados verticalmente por pilastras planas y sesgadas en ángulo, separadas por impostas de efecto reverberante y perfil sinuoso, que se marca en los salientes acornisados de los balcones.
El 12 de mayo de 1931, durante la llamada quema de conventos, la iglesia de San Juan fue atacada poco después del mediodía; a la una y media, ya estaba destrozada. Entre las pérdidas sufridas en aquella tragedia figuran tallas de una Purísima policromada de escuela granadina, san Juan Bautista y san Juan Evangelista de la escuela de Alonso Cano; una Virgen de la Antigua (todas estas esculturas eran del siglo XVII); un san José del siglo XVIII que, al igual que la Virgen, había sido restaurado por Palma; un óleo de la Virgen del Rosario, atribuido a Murillo; cinco lienzos religiosos de la escuela de Valdés Leal; una cruz procesional grande de carey y plata (s. XVIII); las capillas de Jesús de los Azotes y Columna y de san Antonio de Padua; un estandarte bordado del siglo XVIII y parte del archivo parroquial que comenzó en 1520.
Un incendio se desató en 1980 en capilla de la Exaltación; las llamas consumieron las imágenes del Cristo de la Exaltación, de María Santísima de Lágrimas y Favores, de Nuestra Señora del Mayor Dolor y san Juan Evangelista, esta última de Fernando Ortiz. Todas estas esculturas eran del siglo XVIII.
Entre 2005 y 2009 se llevaron a cabo unas obras de restauración en el interior del templo, que han consistido en la mejora de las bóvedas, que tenían filtraciones de agua y la eliminación de un repinte en las paredes, con lo que la iglesia ha pasado del color beige al blanco original.
En el exterior hay una hornacina dedicada a san Nicolás de Bari, así como un mural cerámico que conmemora el centenario de la unión de la Hermandad Sacramental y las Reales Cofradías Fusionadas. Otra cerámica recuerda que en esta iglesia se fundó en 1637 la Hermandad de Nuestro Padre Jesús de la Puente del Cedrón y María Santísima de la Paloma, que permaneció hasta 1995 cuando se trasladó a su capilla en la plaza de San Francisco.

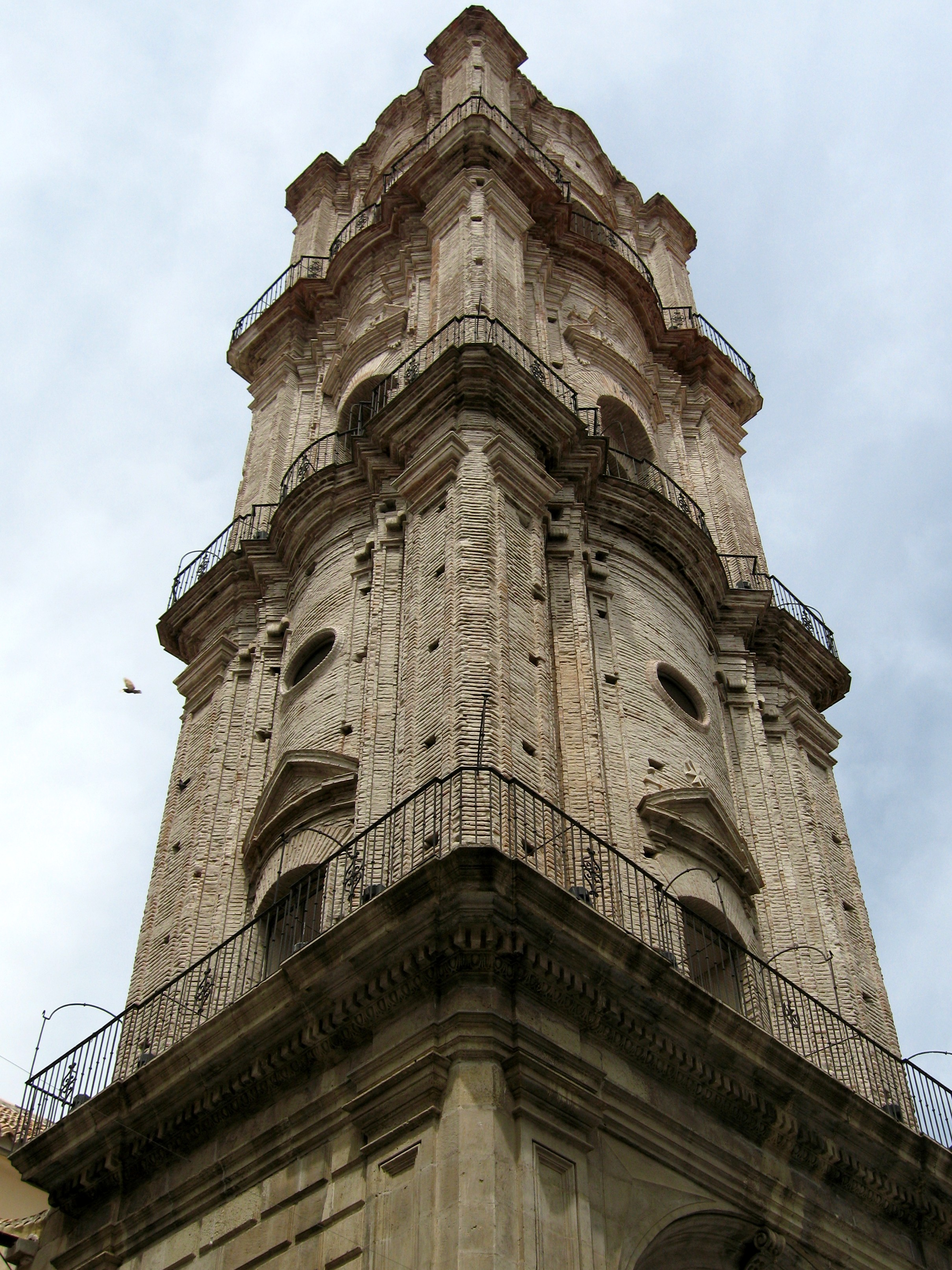
Torre-pórtico
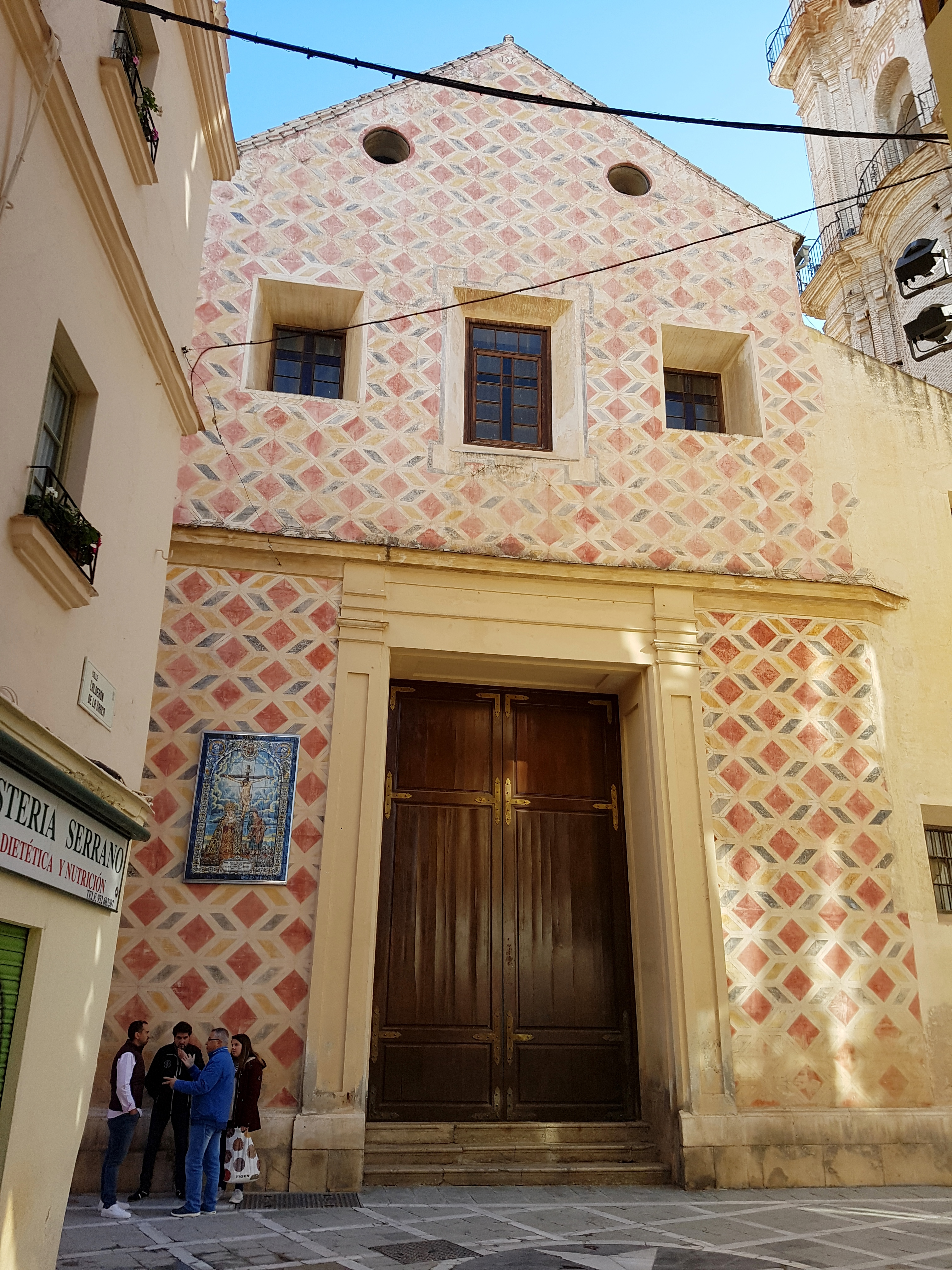
Entrada principal, vista desde la calle Calderón de la Barca
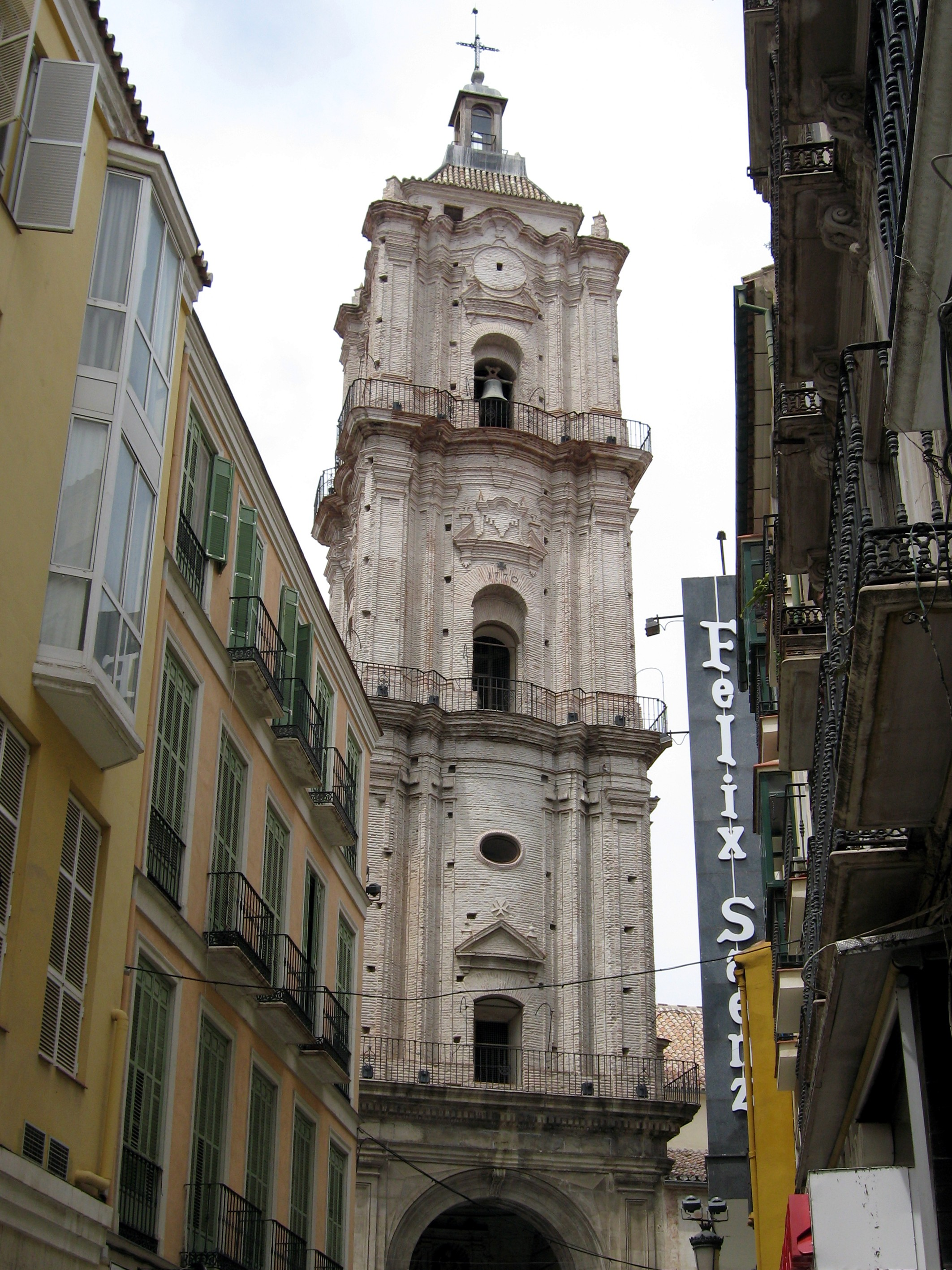
Entrada lateral, vista desde la calle San Juan
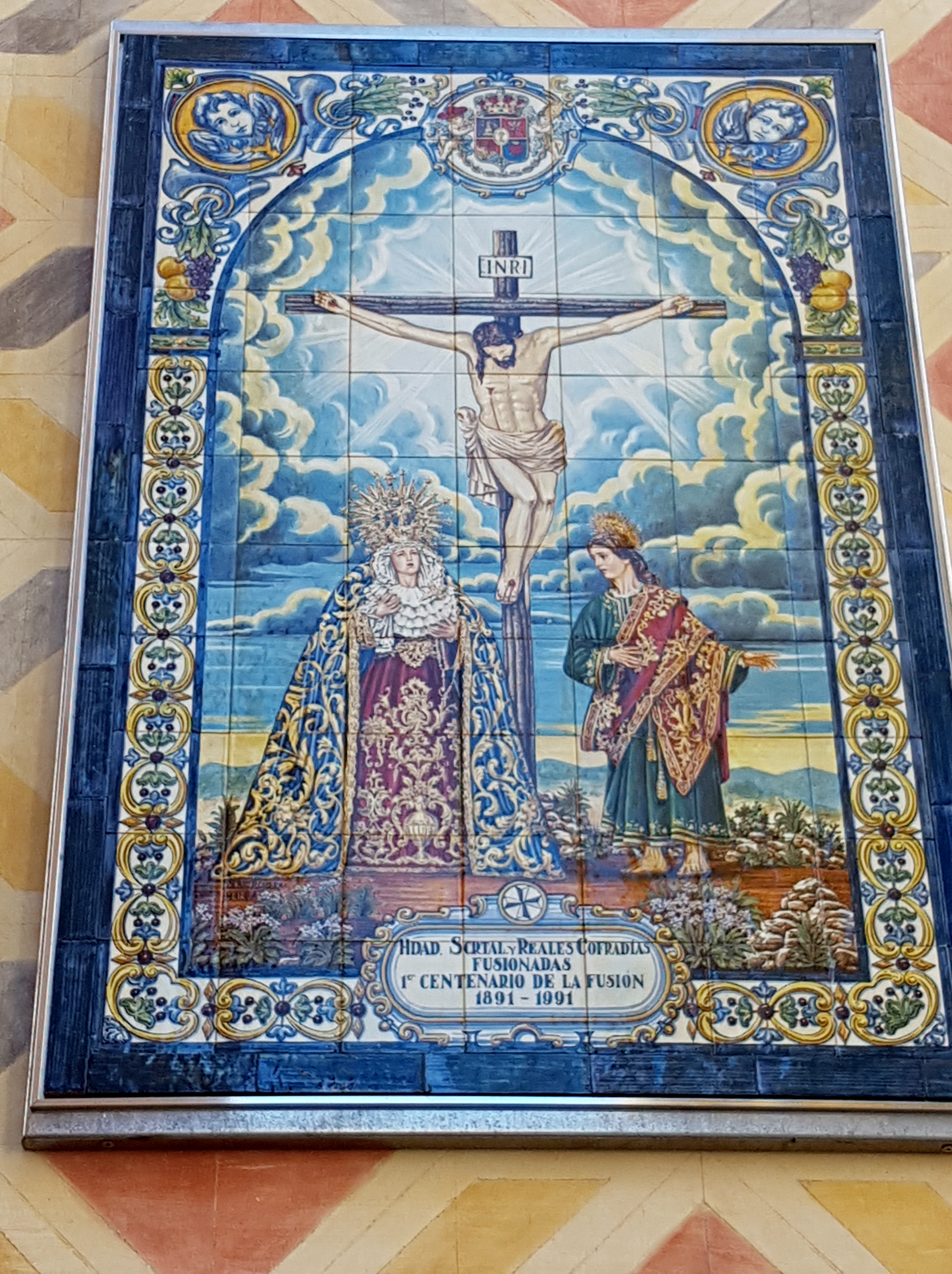
Mural cerámico para el centenario de las Fusionadas

## Descripción

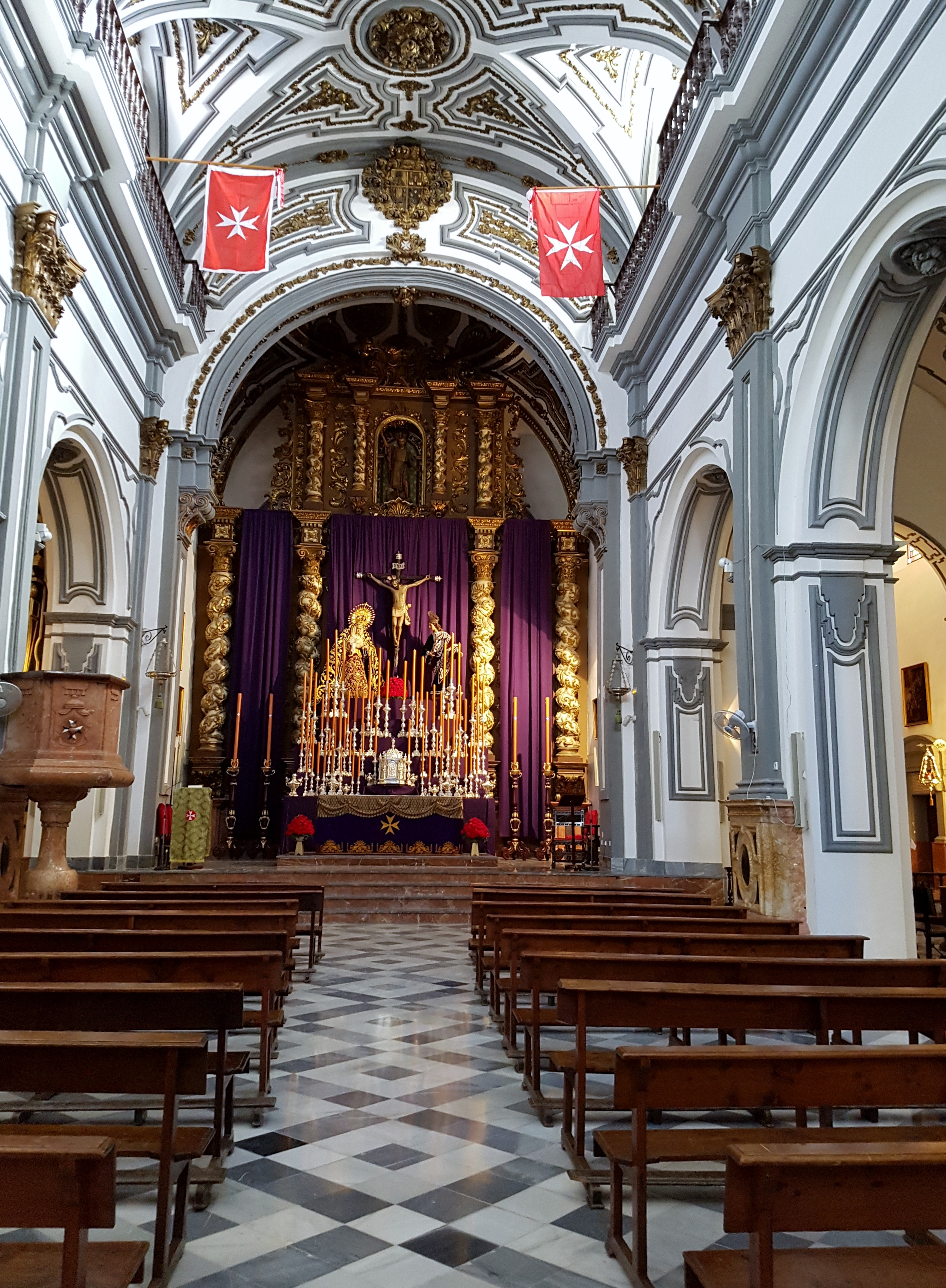
Vista hacia el altar mayor

El aspecto barroco de la iglesia responde a la intervención de 1760, realizada según las fórmulas arquitectónicas del momento. El espacio de culto se cubría con bóvedas de medio cañón con lunetos, con decoración floral; los pilares se forraron de mármoles polícromos.
La capilla mayor —de planta rectangular con bóveda vaída en la que se inserta una bóveda semiesférica con medallón central de líneas vegetales— es obra de principios del siglo XIX y fue restaurada en 1962. Está presidida por el Cristo de la Vera Cruz (principios del siglo XV ), titular de las Reales Cofradías Fusionadas, que junto con la Archicofradía de los Dolores de San Juan tienen cobijo permanente en la iglesia. Sobre el Cristo está la figura de san Juan Bautista.
El púlpito, de mármol rojo jaspeado, está ubicado en la parte izquierda del presbiterio; es del siglo XVIII y tiene 2,5 metros de altura. A la izquierda del altar mayor, presidiendo la nave del Evangelio hay un cuadro de Nuestra Señora del Perpetuo Socorro y a la izquierda de este, abajo, hay una puerta que conduce, por unos peldaños, a la sacristía.
Las capillas que se disponen a ambos lados de las naves laterales están patrocinadas por las cofradías con sede en la iglesia y entre ellas —que son nueve en total— se intercalan altares neobarrocos, hornacinas, dedicados a diferentes devociones. Entre las imágenes de las hornacinas figuran la de san Juan Evangelista, la de san Antonio de Padua, flanqueada a la izquierda por una estatuilla del apóstol Santiago el Mayor y a la derecha, por una de santa Gema. Hay también estatuillas del Sagrado Corazón de Jesús y del Buen Pastor, entre otras; además, la Asociación de Paraguayos en Málaga donó una réplica de la Virgen de Caacupé, que fue entronizada en la iglesia el 4 de diciembre de 2016.

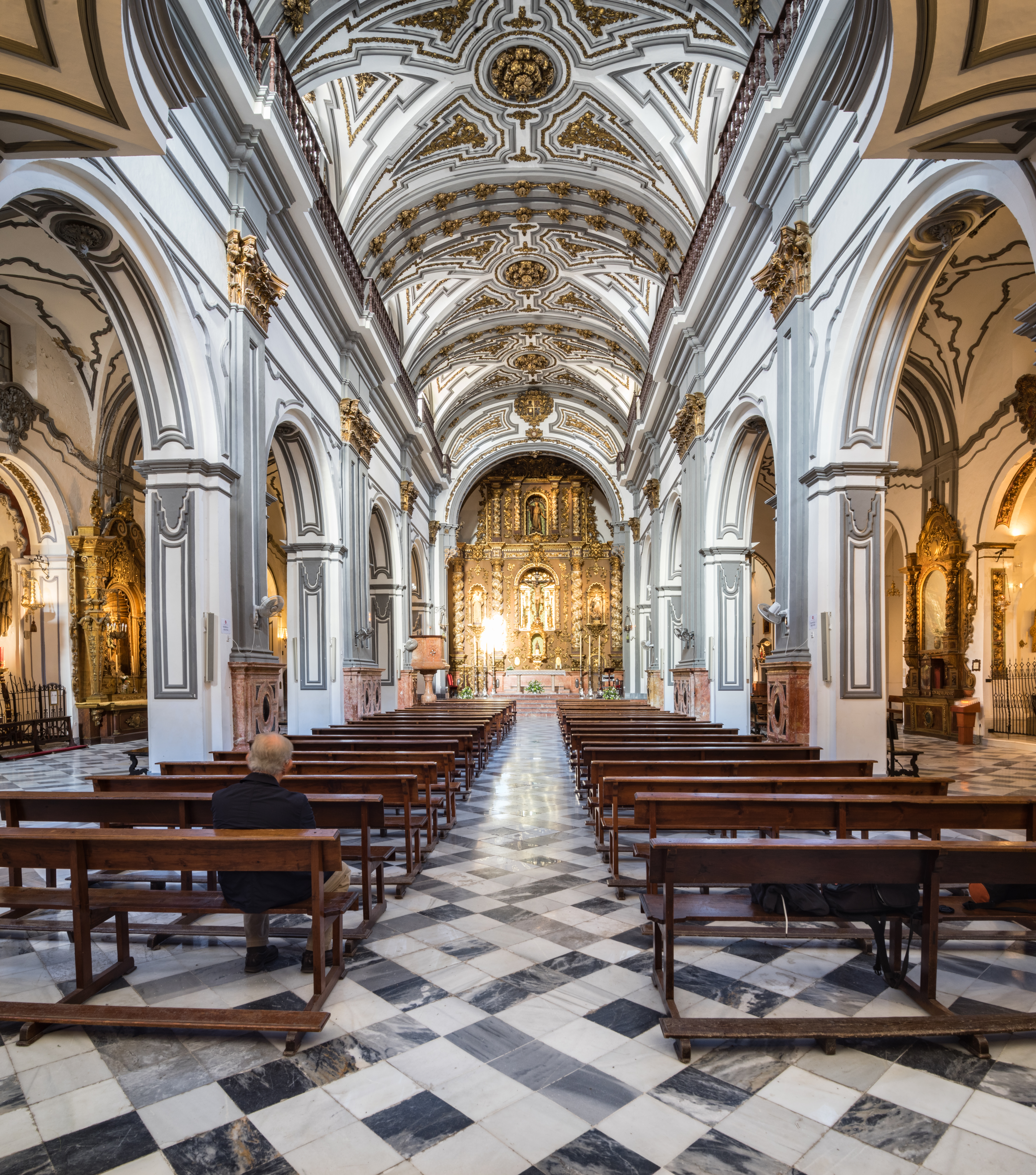
Interior
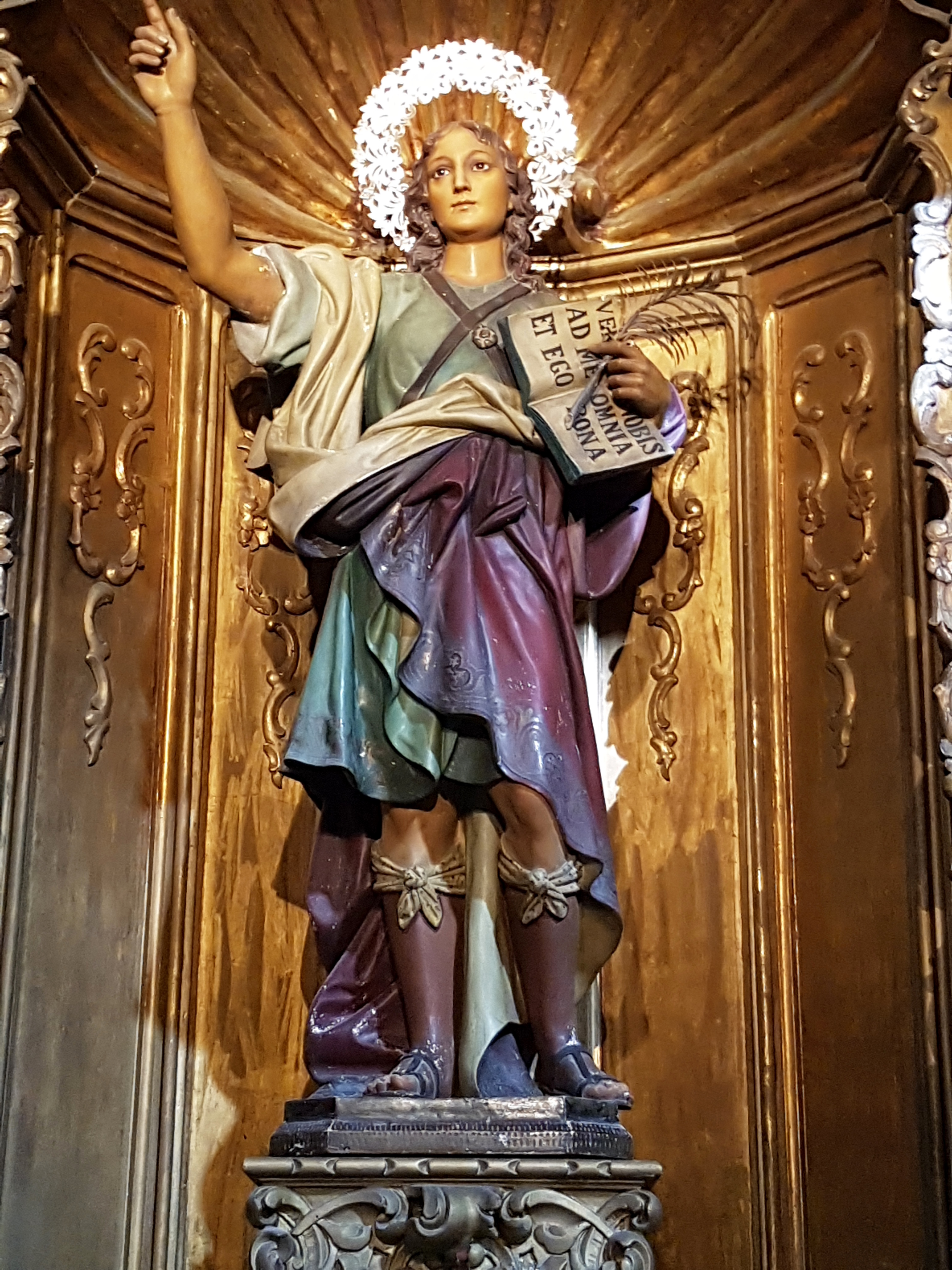
San Pancracio
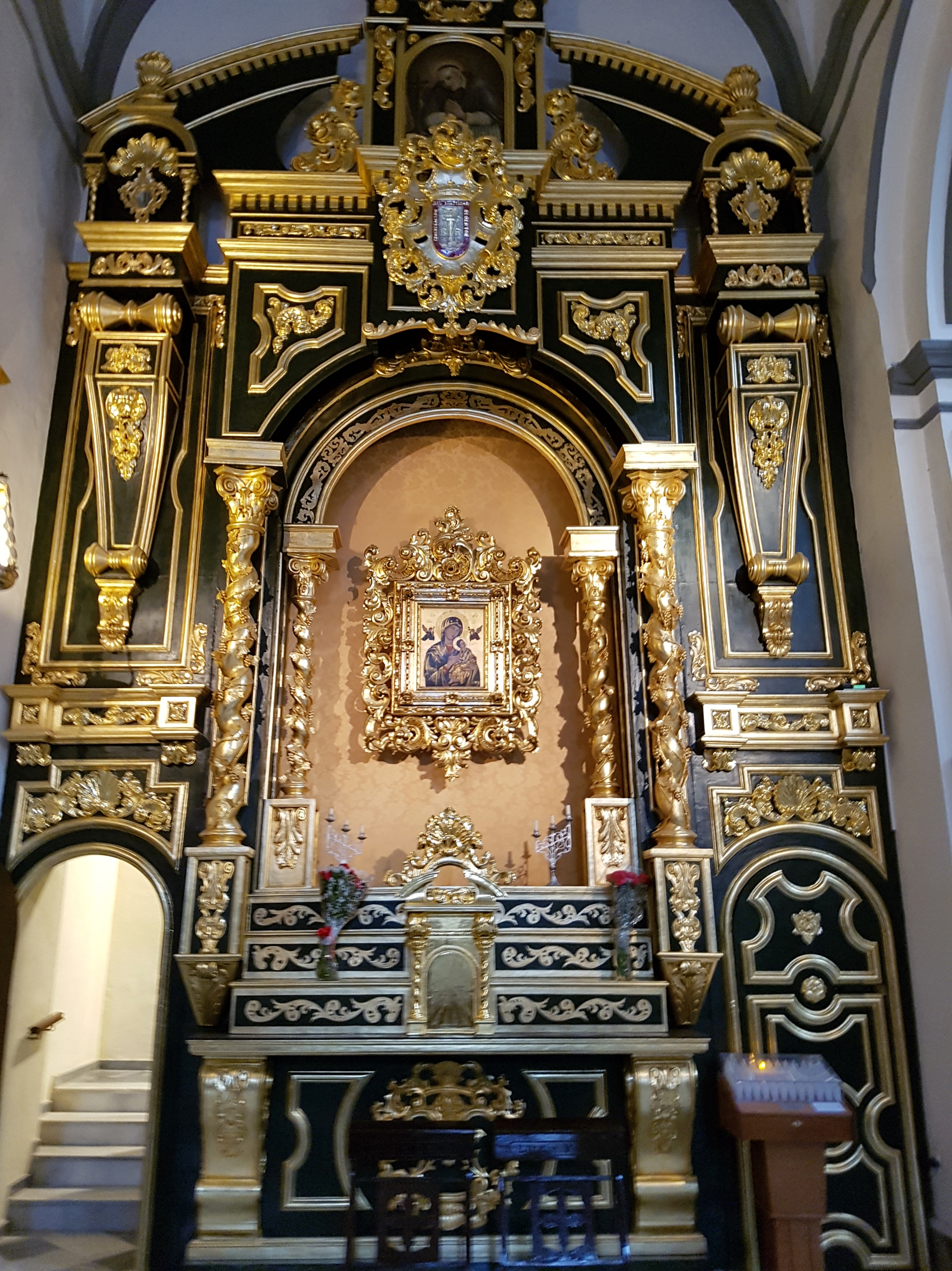
Ntra Sra del Perpetuo Socorro y entrada a la Sacristía
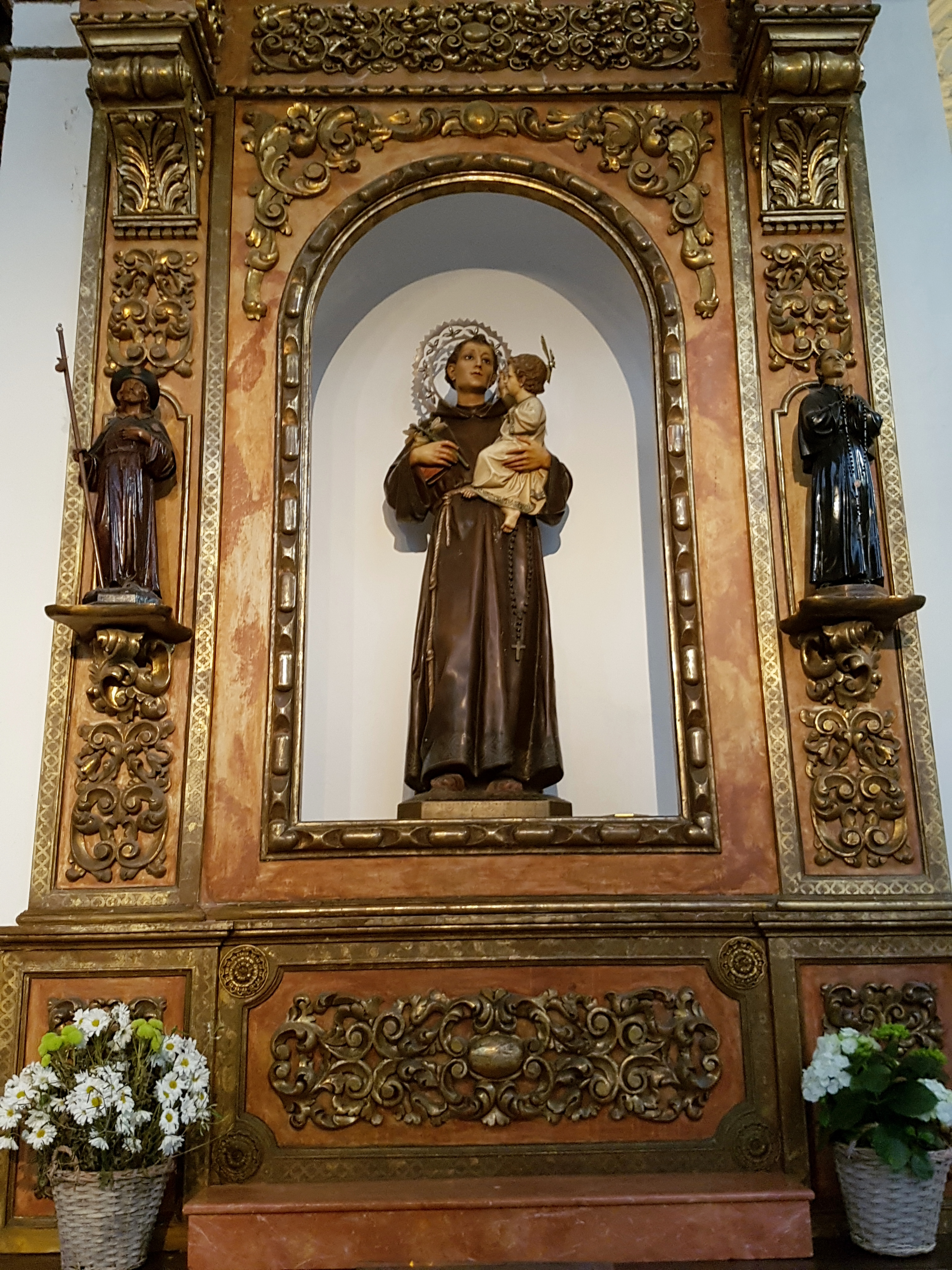
San Antonio, Santiago Apóstol (izq) y Sta Gema (der)

## Las cofradías y sus capillas

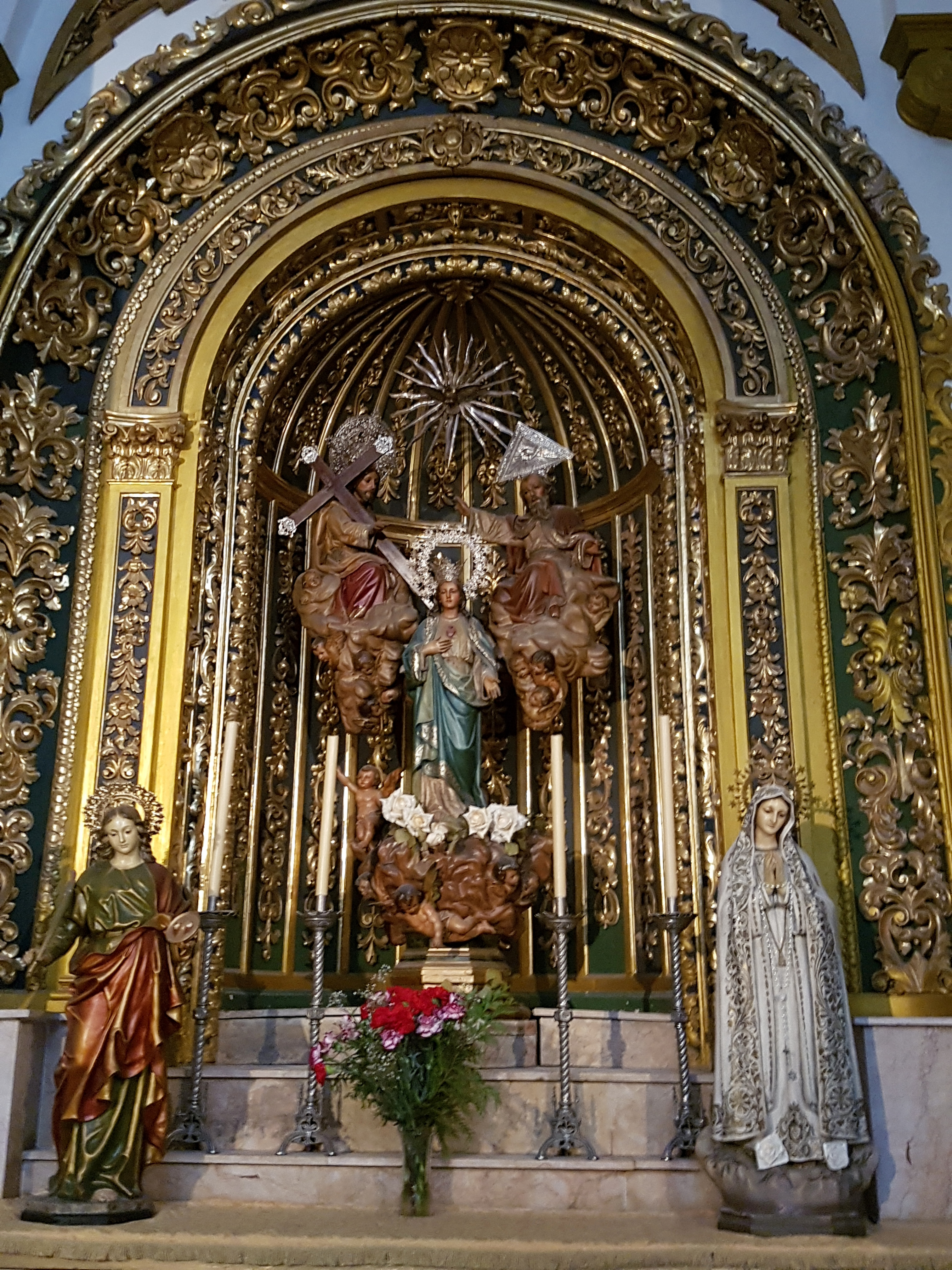
Capilla de Nuestra Señora de las tres Avemarías: Sta Lucía, Nuestra Señora de las tres Avemarías con la Stma Trinidad, y la Virgen de Fátima

En el templo se encuentran radicadas dos cofradías de Semana Santa, la Archicofradía de los Dolores de San Juan y Reales Cofradías Fusionadas.
La Muy Antigua, Venerable y Pontificia Archicofradía Sacramental de Nazarenos del Santísimo Cristo de la Redención y Nuestra Señora de los Dolores ocupa dos capillas. La Sacramental, que alberga el Sagrario de la parroquia y la imagen del Santísimo Cristo de la Redención, está a la cabecera de la nave lateral derecha o nave de la Epístola del templo parroquial. La efigie del Cristo crucificado y muerto, de tamaño natural, es de madera de cedro policromada y fue realizada en 1987 por el escultor Juan Manuel Miñarro López.
La capilla de la Virgen de los Dolores se encuentra asimismo en la nave de la Epístola y, como su nombre los indica, cobija una talla de madera de esta Virgen, de tamaño natural. De autor anónimo, data de fines del siglo XVIII y fue donada a la Archicofradía en 1941 por el anticuario malagueño Antonio Pons y Ramírez de Verger para reemplazar a la imagen titular primitiva —una Dolorosa atribuida a Pedro de Mena y adquirida en 1675 para la Hermandad— perdida en los trágicos sucesos de 1931.
La Primitiva Hermandad Sacramental y Reales Cofradías Fusionadas de Nuestro Padre Jesús de Azotes y Columna, Santísimo Cristo de la Exaltación, Santísimo Cristo de Ánimas de Ciegos, María Santísima de Lágrimas y Favores, e Ilustre Archicofradía de la Santa Vera+Cruz y Sangre, Nuestra Señora del Mayor Dolor y San Juan Evangelista ocupa en la nave lateral izquierda o del Evangelio la capilla de las Ánimas, presidida por el Cristo de Ánimas y Ciegos, protector de los paracaidistas españoles. La escultura, de madera tallada y policromada, fue realizada en 1649 por Pedro de Zayas.
En la misma nave está la capilla del Cristo de Azotes y Columna. Nuestro Padre Jesús de Azotes y Columna es una imagen de autor anónimo datada hacia 1730; es titular de la hermandad homónima que estaba radicada en el desaparecido convento franciscano de San Luis el Real y que en 1891 se fusionó con las cofradías de la Vera Cruz y de las Ánimas de Ciegos, ambas también de procedencia franciscana, pero que en ese momento residían en la Iglesia de la Concepción.
Las capillas de la Virgen de Lágrimas y Favores, Nuestra Señora de las Tres Avemarías y el Baptisterio están en la nave de la Epístola. La imagen de la Virgen de Lágrimas y Favores es obra de Antonio Dubé de Luque, que la talló en reemplazo de la anterior perecida en el incendio de 1980. Del mismo autor es también otra Virgen de esta iglesia, la de los Dolores. Antonio Banderas es, desde su infancia, hermano de las Fusionadas, suele acudir a la Semana Santa malagueña donde la mañana del Domingo de Ramos participa como mayordomo del trono de la Virgen de Lágrimas y Favores. La letra de la marcha Lágrimas de San Juan —con música de Abel Moreno, que se ha convertido en un himno a esta virgen— es del actor, quien también creó en 2011 junto al compositor y director Juan Manuel Parra (Málaga, 1984) la marcha Cuatro Estampas para una Virgen, dedicada a dicha virgen. Banderas es, asimismo, presidente del Patronato de la Fundación Lágrimas y Favores de Málaga, su ciudad natal (su hermano Javier es el tesorero).
El Baptisterio albergó de forma temporal, desde 2015 hasta 2017, a los Sagrados Titulares de la Hermandad de Nuestro Padre Jesús de la Sentencia y María Santísima del Rosario en su Misterios Dolorosos mientras se realizaban obras de restauración en la Iglesia de Santiago Apóstol, donde tiene su sede canónica esta corporación.
También fue sede temporal de la Hermandad de los Gitanos (Málaga) durante las obras de restauración que se dieron entre 2019 y 2022 en la Iglesia de los Santos Mártires (Málaga), su sede canónica.

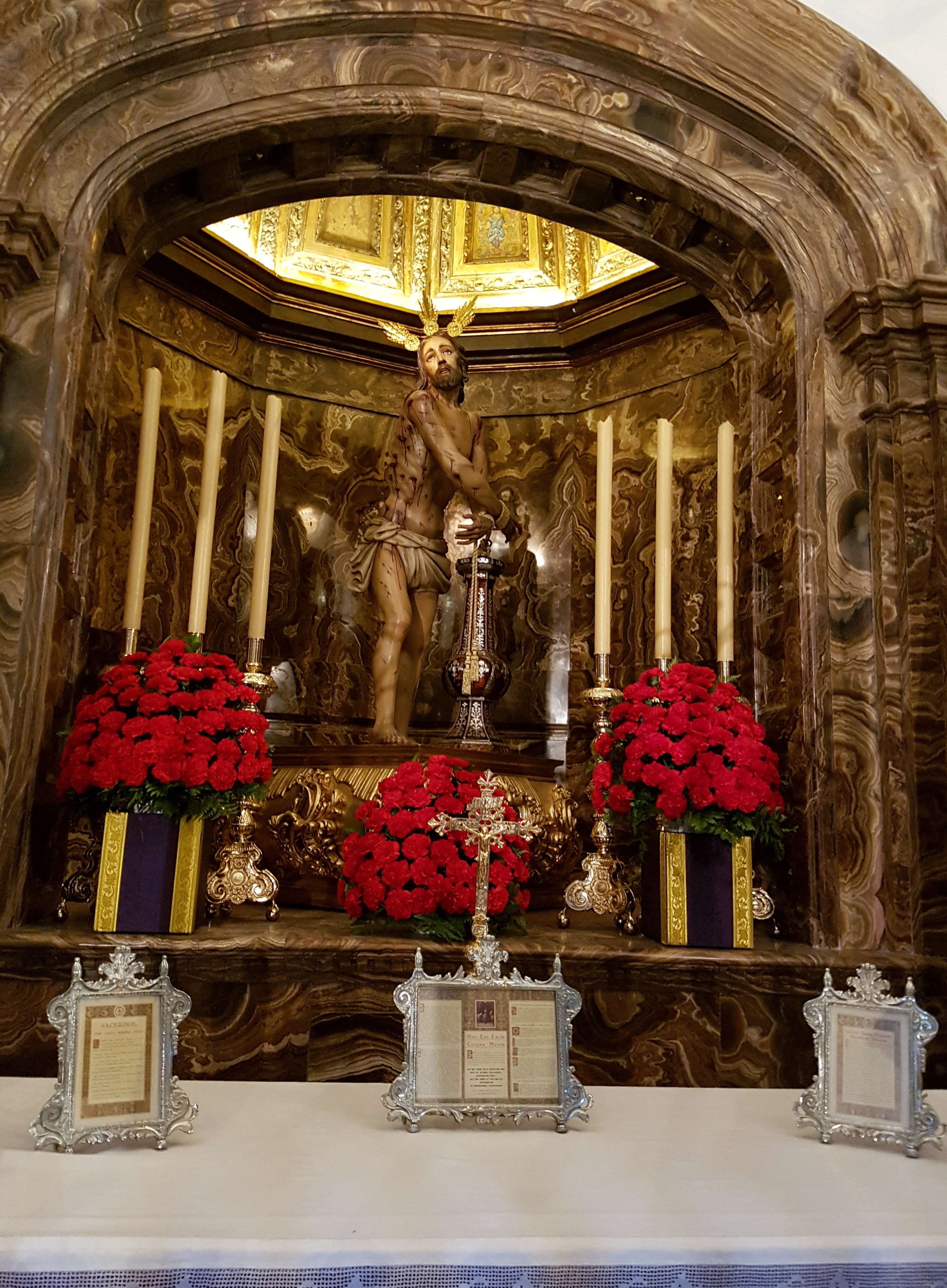
Jesús de Azotes y Columna
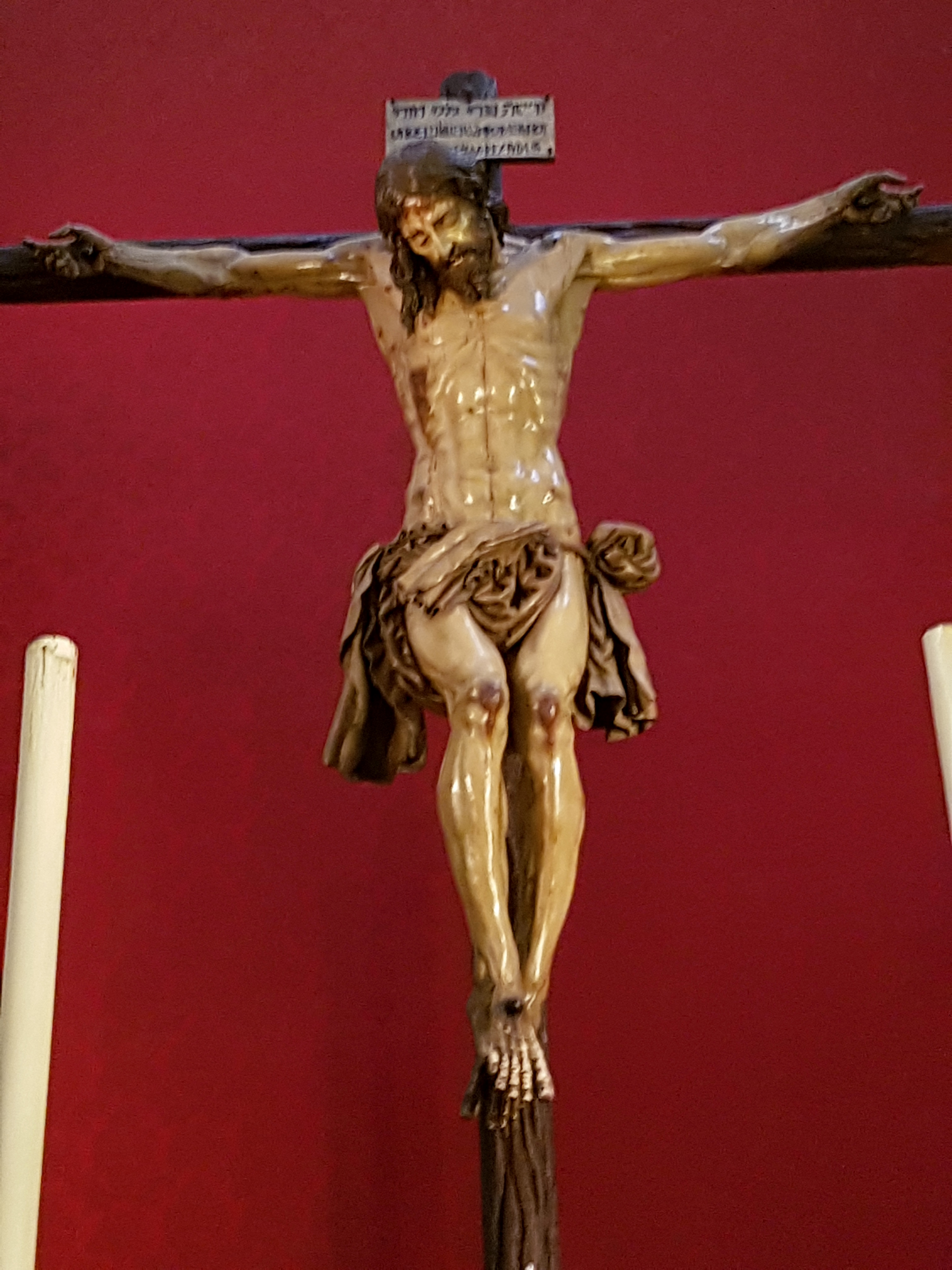
Cristo de la Redención
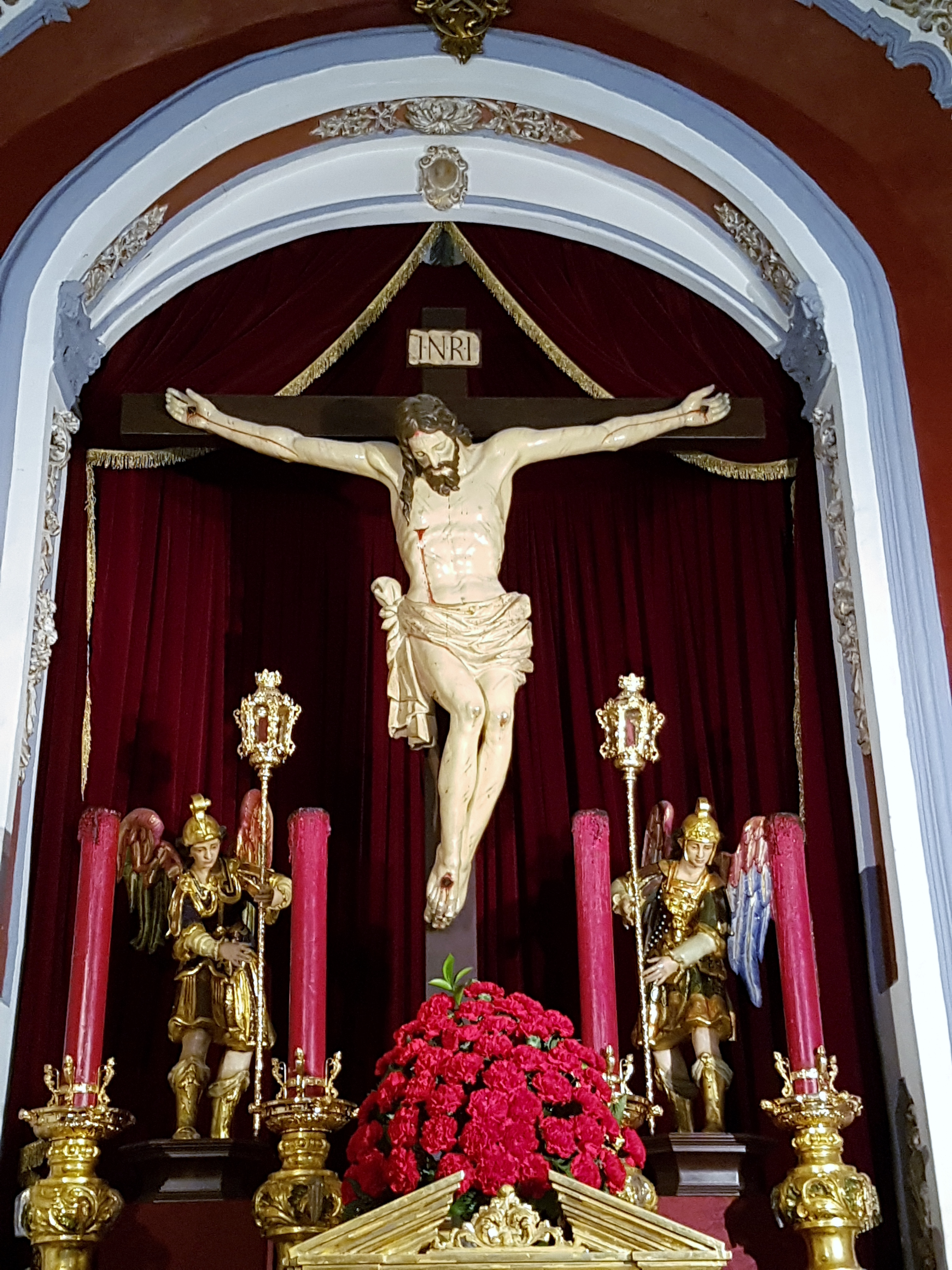
Cristo de Ánimas de Ciego, talla atribuida a Pedro de Zayas
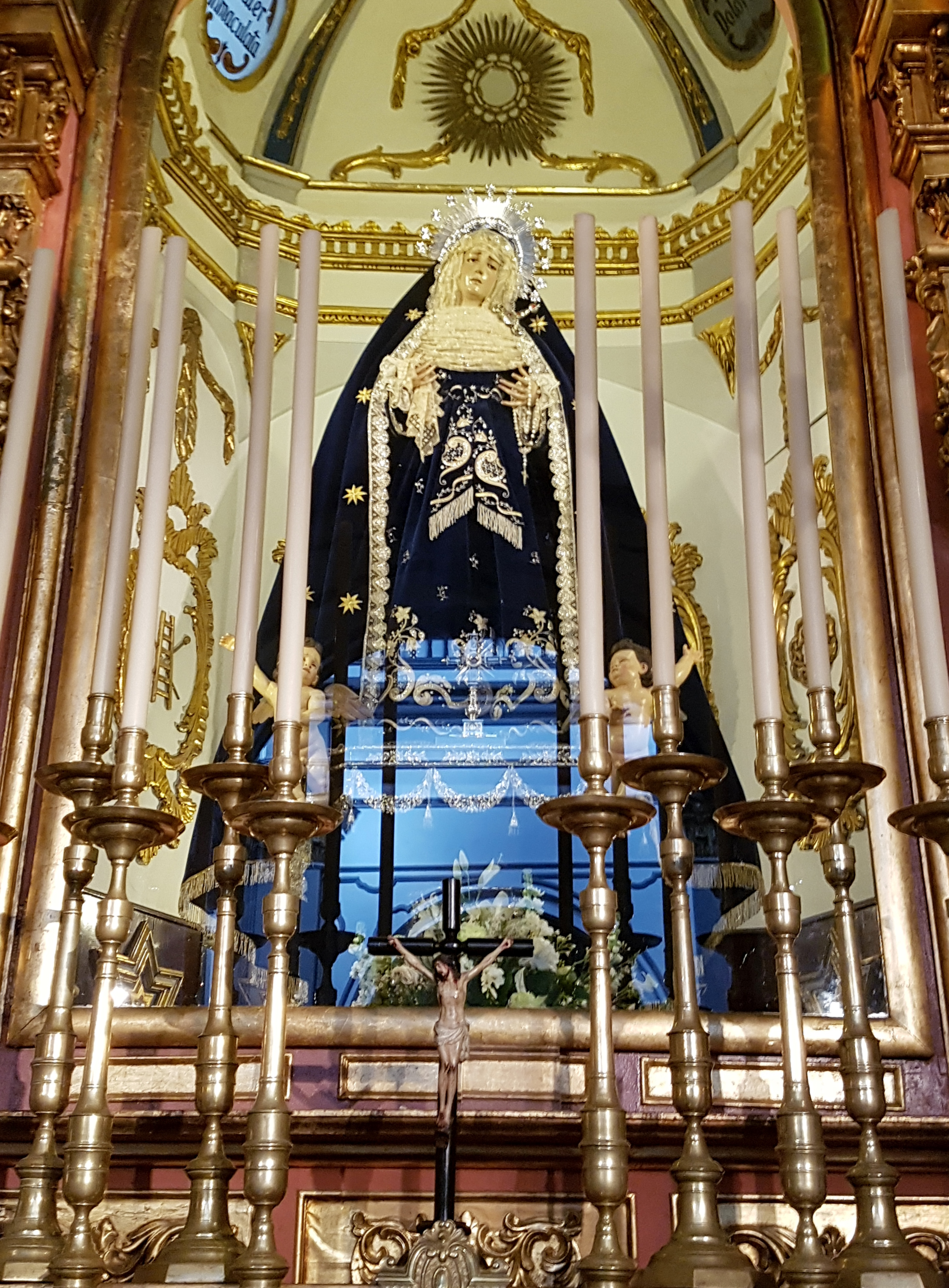
Nuestra Señora de los Dolores